# Ma’agan
Ma’agan (hebr.: מעגן) – kibuc położony w samorządzie regionu Emek ha-Jarden, w Dystrykcie Północnym, w Izraelu.
Leży na południowym brzegu Jeziora Tyberiadzkiego w Dolnej Galilei.
Członek Ruchu Kibuców (Ha-Tenu’a ha-Kibbucit).

## Historia
Kibuc został założony w 1949.
29 lipca 1954 lekki samolot Piper Cub spadł na tłum 2 500 osób podczas ceremonii odsłonięcia pomnika w kibucu Ma’agan. W katastrofie zginęło 17 osób, a 15 zostało rannych.

## Gospodarka
Gospodarka kibucu opiera się na intensywnym rolnictwie i turystyce.